# 7 Korpus Kawaleryjski
7 Korpus Kawaleryjski Imperium Rosyjskiego (ros. 7-й кавалерийский корпус) – jeden ze związków operacyjno-taktycznych Imperium Rosyjskiego w czasie I wojny światowej. Rozformowany na początku 1918 r. 

## Podporządkowanie
- 1 Armii (od 13 lutego 1915)
- 2 Armii (3 marca - 1 czerwca 1916)
- 10 Armii (1 czerwca - 20 czerwca 1916)
- 2 Armii (20 czerwca - 1 listopada 1916)
- 11 Armii (1 grudnia 1916 - 23 lipca 1917)
- Armii Specjalnej (23 września - grudnia 1917)

## Dowódcy Korpusu
- gen. kawalerii książę K. A. Tumanow  (marzec 1916 - kwiecień 1917)
- gen. lejtnant F. S. Rerberg (od kwietnia 1917)